# Radkovți, Veliko Tărnovo
Radkovți (în bulgară Радковци) este un sat în comuna Veliko Tărnovo, regiunea Veliko Tărnovo,  Bulgaria. 

## Demografie
Componența etnică a satului Radkovți
     Bulgari (100%)
     Nicio identificare (0%)
     Altele (0%)
La recensământul din 2011, populația satului Radkovți era de 5 locuitori. Din punct de vedere etnic, toți locuitorii erau bulgari.